# Neugutviadukt

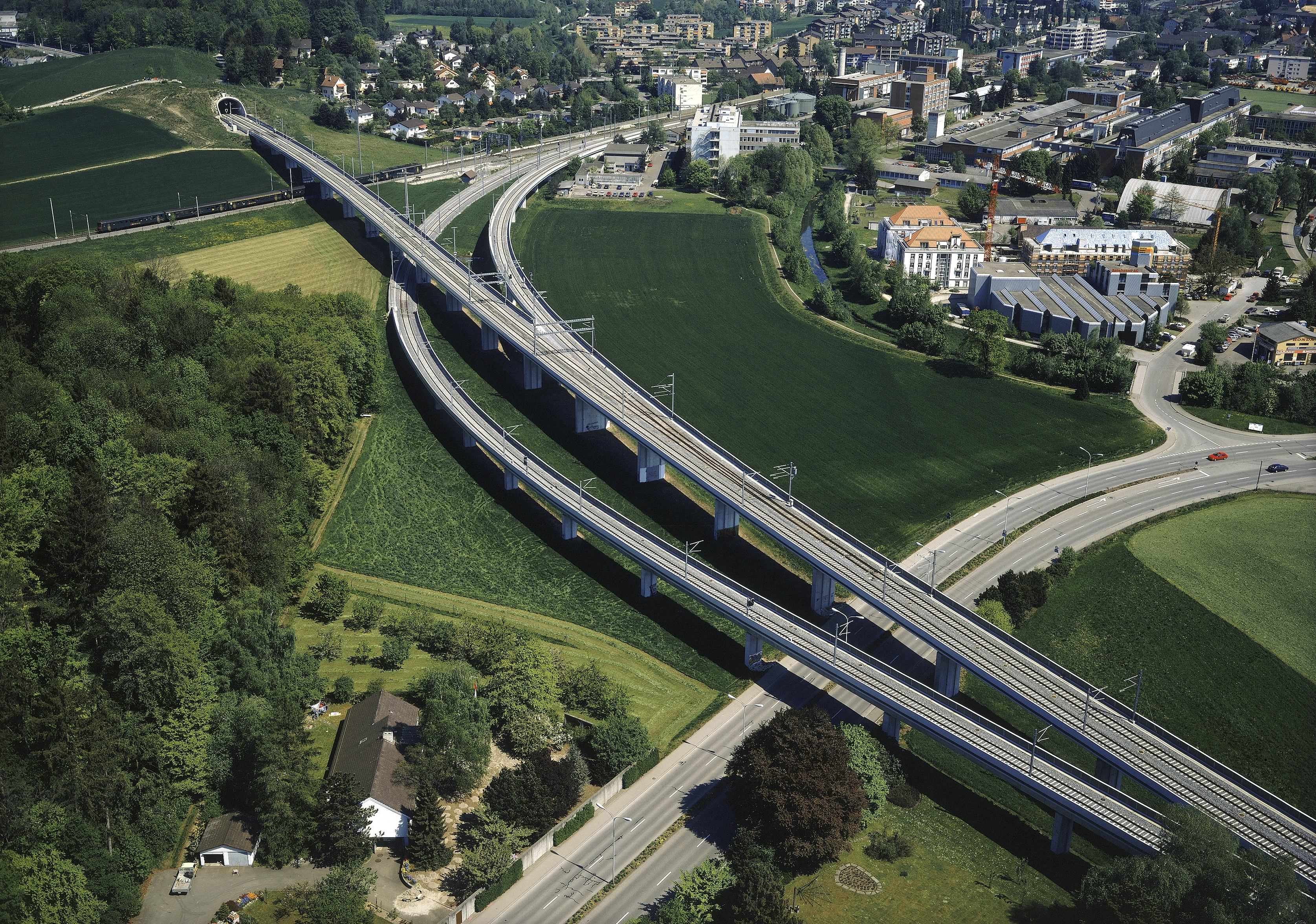
Das Neugutviadukt (nordöstliches Ende) mit Zug auf der Glattalbahn im Jahr 1990

Der Neugutviadukt ist eine 920 Meter lange Eisenbahnbrücke in Dübendorf und Wallisellen nahe bei Zürich. Die Brücke ist Bestandteil der Bahnstrecke Zürich–Winterthur (Zürichberglinie) und liegt zwischen dem Stettbachtunnel und dem Föhrlibucktunnel. Sie ist doppelspurig und mit 15'000 Volt 16⅔ Hertz elektrifiziert.
Der Neugutviadukt wurde – zusammen mit dem Zürichberg- und Hirschengrabentunnel als Kernstück der neuen S-Bahn Zürich – am 27. Mai 1990 für den fahrplanmässigen Verkehr eröffnet.
Auf dem Neugutviadukt zweigt niveaufrei eine doppelspurige Verbindung in Richtung Dübendorf zur Glattthalbahnstrecke Wallisellen–Uster ab. Der Zürichbergtunnel wird von den Linien S3, S5, S9, S11, S12 und S15 der S-Bahn Zürich befahren. An einem normalen Werktag fahren ca. 100'000 Passagiere über den Neugutviadukt.
| \| Neugutviadukt \| |
| Stadt Dübendorf     |
| Neugutviadukt       |

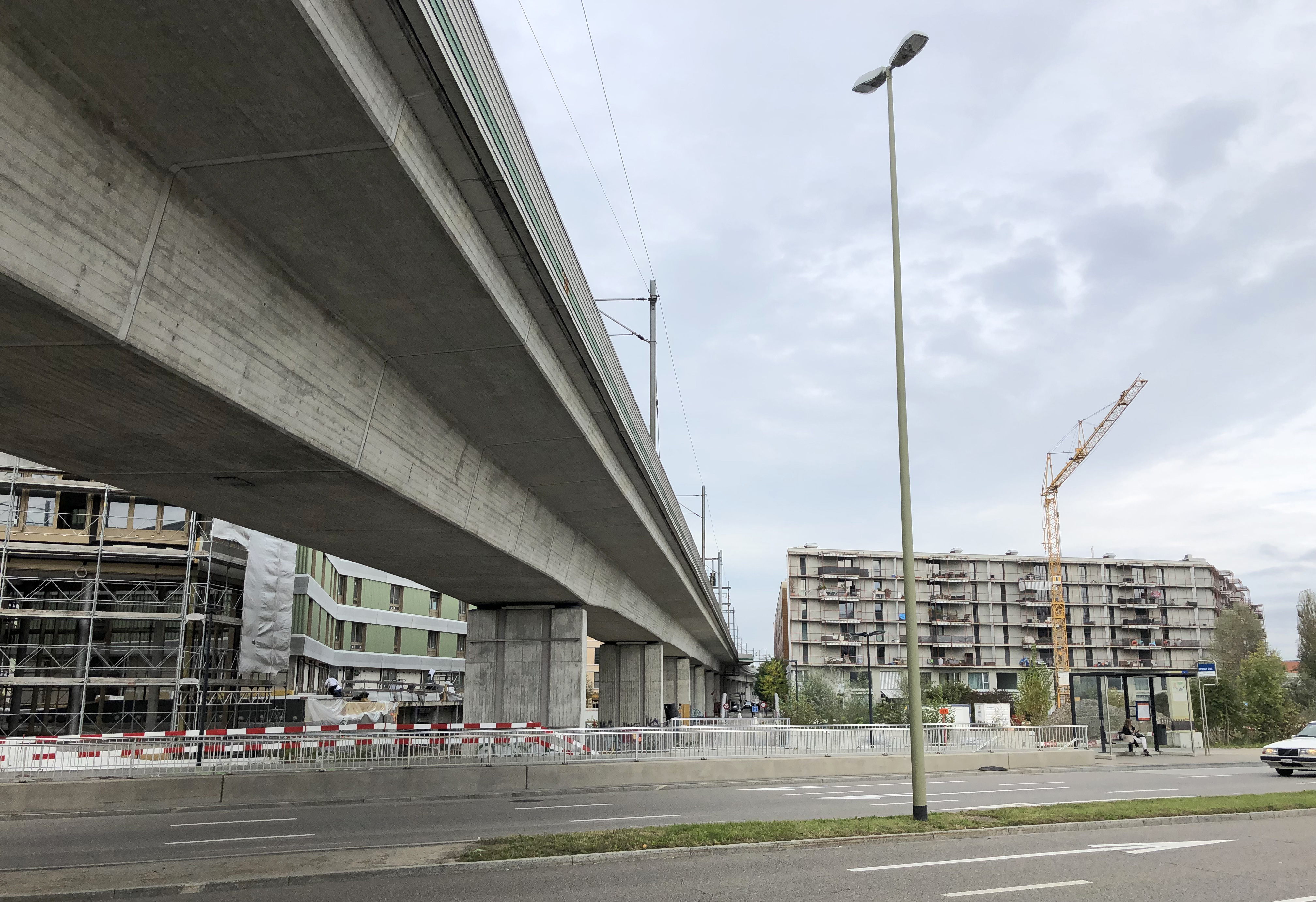
Die Brücke führt nach der Überlandstrasse und der Glatt durchs Zwicky-Areal

Die Brücke verläuft im Grenzgebiet von Dübendorf und Wallisellen nördlich von Stettbach. Ein rund 190 Meter langes Stück im Bereich der Neugutstrasse und die letzten rund 70 Meter des Neugutviadukts liegen auf dem Gemeindegebiet von Wallisellen. Die Brücke überquert die Überlandstrasse, die Glatt, das Zwicky-Areal, die Neugutstrasse, die Glattalbahn (Tram) und die Glattalbahnstrecke (S-Bahn). 
Koordinaten: 47° 24′ 18,9″ N, 8° 36′ 24,4″ O; CH1903: 688172 / 251149